# Zirkuh
Zirkuh (arab. زركوه) – wyspa zlokalizowana w Zatoce Perskiej. Faktyczną kontrolę nad wyspą sprawują Zjednoczone Emiraty Arabskie. Wyspa wchodzi w skład emiratu Abu Zabi.